# Gilbert Mandon
Pour les articles homonymes, voir Mandon.
 (juin 2012).
Si vous disposez d'ouvrages ou d'articles de référence ou si vous connaissez des sites web de qualité traitant du thème abordé ici, merci de compléter l'article en donnant les références utiles à sa vérifiabilité et en les liant à la section « Notes et références ».

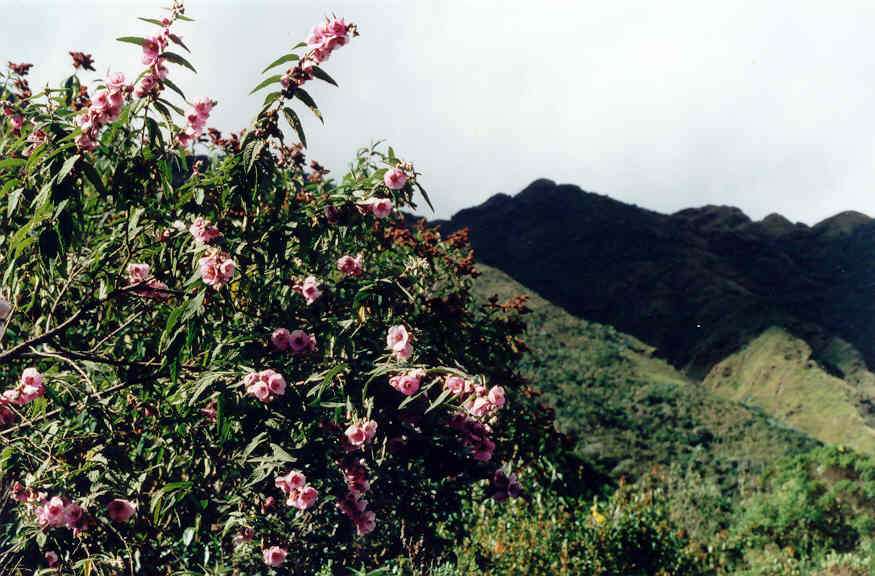
Tarasa mandonii

Gilbert (Gustave) Mandon, né le 15 mai 1799 à Saint-Étienne-des-Champs (Puy-de-Dôme) et mort le 31 décembre 1866 à Poitiers, est un naturaliste français, pionnier de l'exploration botanique de la Bolivie au XIXe siècle.

## Biographie
Mandon a d'abord suivi une formation théologique avant de travailler comme précepteur et secrétaire à Paris, où il s'est intéressé à la botanique. Il émigra en Bolivie pendant la révolution de 1848 et administra de 1846 à 1861 une mine à Tipuani, dans la région de Sorata. Au cours de la décennie suivante, il collecta 1 800 spécimens de plantes dans la province de Larecaja et est à l'origine du nom de nombreuses espèces boliviennes. L'une des plus spectaculaires est l'arbuste à fleurs violettes Tarasa mandonii (Baker f.) Kearney (Malvaceae), trouvée à une altitude d'environ 3 000 m dans la vallée de Purani Churiquimbaya. Après son retour en France en 1861, il prépara sa collection, dont une grande partie fut envoyée à Paris où elle est depuis conservée au Grand Herbier du Muséum national d'Histoire naturelle. L'année précédant sa mort, il a également collecté à Madère.
Parmi les nombreuses espèces boliviennes qui portent aujourd'hui son nom, on peut citer: Sobralia mandonii, Hippeastrum mandonii, Demosthenesia mandonii, Ilex mandonii, Lejeunea mandonii, Tillandsia mandonii Mez, Ponthieva mandonii, Leptogium mandonii, Pleurothallis mandonii, Galinsoga mandonii, Stevia mandonii, Crocodeilantha mandonii,  Protoscwenckia mandonii, Ceratostema mandonii, Tagetes mandonii, Andeimalva mandonii, Apodanthera mandonii, Coppensia mandonii, Chiloscyphus mandonii, Oncidium mandonii, Chaptalia mandonii, Chenopodium mandonii, Gomphrena mandonii, Sisyrinchium mandonii, Heliotropium mandonii, Bidens mandonii, Passiflora mandonii, Guttierrezia mandonii, Ponthieva mandonii, Bletia mandonii, Miconia mandonii, Hieracium mandonii, Acalypha mandonii, Ceiba mandonii, Duranta mandonii, Malvastrum mandonii, Silene mandonii, Centropogon mandonii, Aaronsohnia mandonii, Anthoceros mandonii, Helianthus mandonii, Cypella mandonii, Polygala mandonii, Elaphoglossum mandonii, Oncidium mandonii, etc., sans oublier Tarasa mandonii, une Malvacée arbustive aux grandes fleurs mauves que l'on rencontre vers 3 000 mètres d'altitude, sur les hauteurs de Sorata.